# Iglesia de San Felipe Neri (Capitán Pastene)
La Iglesia de San Felipe Neri es un templo de culto católico chileno ubicado en la localidad de Capitán Pastene, en la comuna de Lumaco, Región de La Araucanía, al sur del país. Debido a su antigüedad y ubicación céntrica, se ha convertido en uno de los íconos y en un atractivo turístico de la localidad. Su nombre se debe a San Felipe Neri, santo católico italiano, fundador de la Congregación del Oratorio. 

## Historia
La creación de la iglesia se debió al establecimiento de los inmigrantes italianos, llegados a fundar la localidad a comienzos del siglo XX, como parte del proceso de la colonización europea de la Araucanía. Los colonos, en su gran mayoría de religión católica, necesitaban un templo religioso donde acudir, por lo que dentro del planeamiento urbanístico de la localidad, erigieron una primera capilla, de menores dimensiones, frente a la plaza de Armas, la cual fue inaugurada en septiembre de 1916. En aquel entonces, la iglesia se encontraba bajo la jurisdicción eclesiástica de la arquidiócesis de la Santísima Concepción, hasta la creación de la diócesis de Temuco en 1925. El actual templo, de mayores dimensiones y que preserva la edificación original pero con ligeras modificaciones en su estética, fue construido en el mismo lugar donde se encontraba la anterior capilla, siendo inaugurado en 1950.
En su exterior destaca desde sus inicios por ser una estructura completamente de color blanco, con un campanario del mismo color en un costado del frontis. En el techo se preservan las tejas tradicionales con las que se edificaba en la zona en la época de su construcción. 
Además de las celebraciones religiosas, en la actualidad, la iglesia realiza una participación activa dentro de las actividades de las festividades laicas a nivel local, como la celebración del aniversario de Capitán Pastene y las fiestas que conmemoran la llegada de los colonos italianos y lo relacionado con la cultura italiana.